# Искандерова, Ольга Дмитриевна
О́льга Дми́триевна Исканде́рова (в замужестве — Балтачеева) (17 августа 1943, Ленинград — 18 июня 2018, Санкт-Петербург) — советская и российская артистка балета, педагог. Преподаватель Академии Русского балета имени А. Я. Вагановой (1985). Заслуженная артистка РСФСР (1983).

## Биография
Ольга Искандерова родилась 17 августа 1943 года в Ленинграде.
В 1962 году окончила Ленинградское хореографическое училище (ныне Академия русского балета имени А. Я. Вагановой).

### Карьера
С 1962 по 1985 год — работала в Ленинградском театре оперы и балета им. Кирова. 
С 1966 по 1968 год — участвовала в программах «Камерного балета». Выступала в балете «Аксаковский Джин», исполняла партии и танцы в балетах классического репертуара. Была ведущей солисткой Театра оперы и балета имени Кирова. 
Балетный критик Ольга Федорченко писала: «Более двадцати лет она танцевала в Кировском театре сольные партии. По словам наших педагогов, видевших её на сцене и танцевавших рядом с ней, когда она танцевала Уличную танцовщицу в первом акте „Дон Кихота“, зрительный зал был битком набит, шли „на Искандерову“».
Профессор кафедры хореографии Института Русского театра Татьяна Портнова так охарактеризовала участие Искандеровой в балете «Па-де-катр»: «Танец, исполняемый И. Колпаковой, А. Сизовой, В. Ганибаловой, О. Искандеровой раскрывал на сцене рассказ о первых исполнительницах. Это своего рода коллективный портрет тогдашнего романтизма в балете, в котором каждая из героинь — интересная и своеобразная личность».
Балетный критик Анна Киссельгофф из The New York Times писала: «В «Жизели» можно было поразиться силе и отточенности танца Мирты в исполнении Ольги Искандеровой».
С 1985 по 2010 год Искандерова преподавала классический танец в Академии русского балета им. Вагановой. Среди её учениц — Дарья Павленко, Вероника Парт, Виктория Кутепова, Анастасия Колегова и другие.
С 1999 по 2018 год — педагог-репетитор Мариинского театра (работала с солистами), одновременно преподавала в балетных школах Канады, Республики Корея, США, Японии.
С 2013 по 2018 год была преподавателем классического танца в младших и средних классах балетной академии в Питтсбурге.

### Личная жизнь
Была замужем за артистом балета Тахиром Балтачеевым (1924—1997).

### Гибель
Ольга Искандерова погибла 18 июня 2018 года в ДТП на Невском проспекте. Около часа ночи балерина переходила дорогу по пешеходному переходу недалеко от своего дома, когда её сбила машина марки «Toyota Supra». Похороны были проведены дальним родственником балерины; 2 августа, после кремации, урна с прахом захоронена на Смоленском кладбище Санкт-Петербурга.

## Партии
Ленинградский театр оперы и балета им. Кирова (Мариинский)
- Жуанитта (цветочница) «Дон Кихот» Л. Минкус (постановка А. А. Горского)
- Мерседес «Дон Кихот» Л. Минкус (постановка А. А. Горского)
- «Сон» «Руслан и Людмила» М. И. Глинка (танцы поставлены М. М. Фокиным, возобновлены В. И. Пономарёвым)
- Большие лебеди «Лебединое озеро» П. И. Чайковский (постановка М. И. Петипа, Л. И. Иванова, новая режиссёрская редакция К. М. Сергеева)
- Цикалия (цветочница) «Дон Кихот» Л. Минкус (постановка А. А. Горского)
- Большое классическое па «Раймонда» А. К. Глазунов (постановка М. И. Петипа, спектакль возобновлён в режиссерской редакции К. М. Сергеева)
- Па - де - труа ( гран па из балета «Пахита») Л. Минкус  (постановка М. И. Петипа)
- Уличная танцовщица «Дон Кихот» Л. Минкус (постановка А. А. Горского)
- Зюльма «Корсар» А.Адана (постановка К.М.Сергеева)
- Зарема «Бахчисарайский фонтан» Б. В. Асафьев (постановка и композиция Р. В. Захарова, спектакль возобновлён П. А. Гусевым)
- Друзья принца (па-де-труа) «Лебединое озеро» П. И. Чайковский (постановка М. И. Петипа, Л. И. Иванова, новая режиссёрская редакция К. М. Сергеева)
- Фея Сирени «Спящая красавица» П. И. Чайковский (постановка М. И. Петипа, новая хореографическая редакция К. М. Сергеева)
- Монна и Мирта  «Жизель» А. Адан (постановка М. И. Петипа, Ж. Коралли, Ш. Перро, возобновление В. И. Пономарёва)
- Фея Серебра «Спящая красавица» П. И. Чайковский (постановка М. И. Петипа, новая хореографическая редакция К. М. Сергеева)
- Уральский танец «Конёк-Горбунок» Ц. Пуни (постановка А. А. Горского)
- Фея Резвости «Спящая красавица» П. И. Чайковский (постановка М. И. Петипа, новая хореографическая редакция К. М. Сергеева)
- Тени «Баядерка» Л. Минкус (постановка М. М. Петипа, спектакль возобновлён В. И. Пономарёвым и В. М. Чабукиани)
- Фея Смелости «Спящая красавица» П. И. Чайковский (постановка М. И. Петипа, новая хореографическая редакция К. М. Сергеева)
- Одиннадцатый вальс «Шопениана» Ф. Шопен (хореография М. М. Фокина, возобновление А. Я. Вагановой)
- Царица бала «Медный всадник» Р. М. Глиэр (постановка Р. В. Захарова)
- Эфиопская принцесса «Золушка» С. С. Прокофьев (балетмейстер-постановщик Р. В. Захаров)
- Фея Осени «Золушка» С. С. Прокофьев (балетмейстер-постановщик Р. В. Захаров)
- Чертовка «Сотворение мира» А. Петров (либретто и постановка Н. Д. Касаткиной и В. Ю. Василёва)
- Фея Зимы «Золушка» С. С. Прокофьев (балетмейстер-постановщик Р. В. Захаров)
- Лезгинка «Горянка» М. Кажлаев по поэме Р. Гамзатова (сценарий и постановка О. Г. Виноградова)
- Гертруда «Гамлет» И. П. Червинский (постановка К. М. Сергеева)

## Награды и почётные звания
- Заслуженный артист РСФСР (1983).